# Mühlbach am Hochkönig
Mühlbach am Hochkönig est une commune autrichienne du district de Sankt Johann im Pongau dans l'État de Salzbourg.